# Lago Biwa

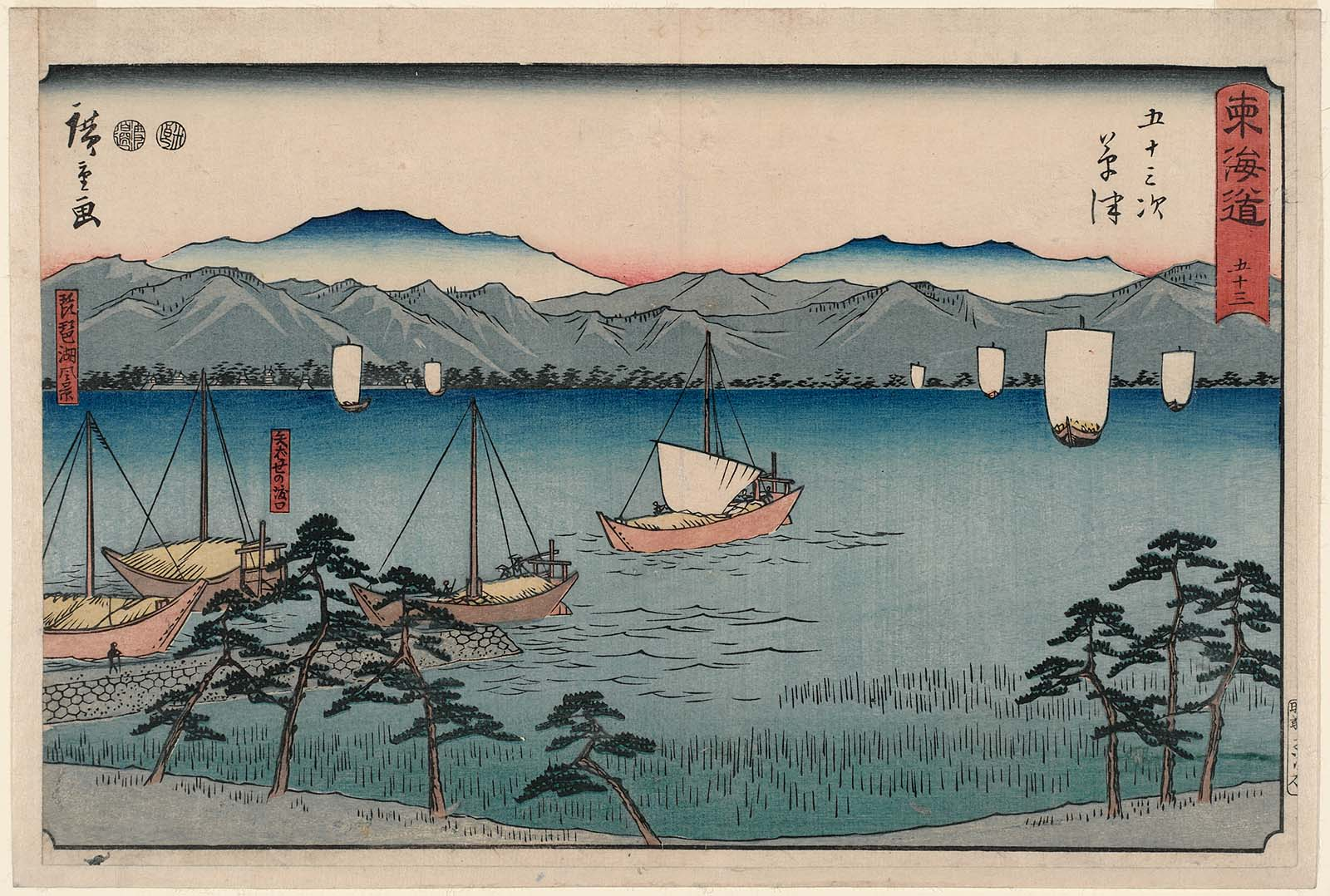
Hiroshige.

Il lago Biwa (in giapponese 琵琶湖?, Biwa-ko), precedentemente noto come lago Ōmi, è il più grande lago di acqua dolce del Giappone, situato nella Prefettura di Shiga (Honshū centro-occidentale), a nord-est della ex capitale Kyoto. A causa della sua vicinanza con l'antica capitale, i riferimenti al lago Biwa sono frequenti nella letteratura giapponese, ed in particolare nella poesia e nelle cronache di storiche battaglie.

## Superficie ed utilizzo
La superficie del lago è di circa 670 km². Piccoli fiumi discendono dalle montagne circostanti il lago, che funge da serbatoio idrico per le città di Kyoto e Ōtsu e per le industrie tessili delle vicinanze.
Il lago Biwa fornisce acqua potabile per circa 15 milioni di persone situate nella regione. Le sue acque sono inoltre pescose e importanti sia per le trote che per la coltura delle perle.
La superficie del lago s'innalza per più di tre metri in primavera a causa dello scioglimento della neve e delle piogge.
Il suo principale emissario è il fiume Seta, che in seguito diviene il fiume Yodo che sfocia nell'oceano Pacifico nei pressi della baia di Osaka.

## Storia naturale del lago
Il lago Biwa è considerato nel mondo il terzo lago più antico (dopo il lago Baikal e il lago Tanganica), risalente a quasi 4 milioni di anni fa.
Questo lasso di tempo ha consentito che nel lago si formassero e sviluppassero particolari ecosistemi. I naturalisti hanno censito circa 1100 esseri viventi nel lago, di cui 58 specie endemiche e presenti solo qui. Il lago Biwa è anche importante per gli uccelli acquatici.